# Надар (село)
Надар — село в Тляратинском районе Дагестана. Входит в состав сельского поселения сельсовет Тляратинский.

## География
Расположено в 0,5 км к юго-востоку от районного центра — села Тлярата, на правом берегу реки Аварское Койсу.

## Население
| 1869 | 1888 | 1895 | 1926 | 1939 | 1970 | 1989 |
| ---- | ---- | ---- | ---- | ---- | ---- | ---- |
| 80   | ↗85  | ↘74  | ↘29  | ↗74  | ↗94  | ↗128 |
| 2002 | 2010 | 2021 |      |      |      |      |
| ↗163 | ↗177 | ↗249 |      |      |      |      |